# Andravida (paard)
De andravida, ook wel de eleia of ilia genoemd, is een zeer zeldzaam paardenras dat gevonden wordt in de streek Ilia op de Peloponnesos in het moderne Griekenland.

## Oorsprong
De paarden stammen af van cavaleriepaarden die door de Atheners in de vierde eeuw voor Christus werden gebruikt. In vredestijd waren de paarden geschikt als trekdier. Tijdens de 13e tot de 15e eeuw was Griekenland bezet door de Turken, die ook een groot deel van de Arabische wereld beheersten. Door de Griekse paarden te kruisen met paarden met Arabisch bloed ontstond het lichtere dier dat tegenwoordig voorkomt.

## Moderne andravida
In het begin van de 20e eeuw werd het ras met Anglo-Normandische rassen en de Hongaarse nonius gekruist.
Rond 1990 verwekte een Franse andravidahengst ongeveer 50 gezonde veulens, die naar fokkers in heel Griekenland werden gestuurd. Zo werd het ras van de ondergang gered. In 1995 werd een officieel stamboek ingesteld. Hun aantallen zijn zeer laag gebleven en ze worden maar zelden ergens buiten Ilia gevonden.

## Kenmerken
De andravida is een licht rijpaard met een stokmaat van 1,42 tot 1,62 meter.
Het ras heeft een onopvallend hoofd, de borst is diep en gespierd en de benen zijn gedrongen en krachtig. De traditionele kleuren zijn bruin en vos, soms ziet men schimmel andravida's. Er zijn voor de vacht geen standaarden vastgesteld. Het zijn temperamentvolle dieren die graag werken.